# JAPANEWS
『JAPANEWS』（ジャパニュース）は、2024年8月7日に発売された日本の男性アイドルグループ・NEWSの14thアルバム。

## 解説
タイトル通り、日本をテーマにしたガイドブックのような作品で、新曲と新たな物語で構築された「JAPANEWS」の世界をDISC1で表現し、DISC2は今年実施した「NEWSカップリング楽曲投票2024」から抜粋した楽曲を3人で再構築したカップリングベスト盤となっている。四季や食べ物、文化、気持ち、おもてなしなど様々なものをテーマにした楽曲が集められたため、バラエティーに富んだ作品となった。
本作の情報解禁と同時にNEWS公式YouTubeチャンネルが開設され、ティザー映像と47パターンのショート動画が一挙に公開された。メンバーがそれぞれのInstagramで開設を報告したが、3人それぞれの特徴を捉えたイラストが添えられており、ファンから反響が寄せられた。8月5日からはアルバムの発売にあわせて“北から南へ”と全国CMが放送され、全国47都道府県のラジオ局でメンバーコメントが放送されるラジオキャンペーンが実施された。
8月から本作を引っ提げた全国ツアー「NEWS LIVE TOUR 2024 JAPANEWS」を開催。アルバム発売日は当初7月24日と発表されていたが、製作上の都合により2週間延期されることが6月19日に公式Xにて発表され、全国ツアー初日の前日にあたる8月7日に変更された。

## リリース

### 特典・仕様
初回盤A（2CD+Blu-ray/2CD+DVD）
- 「JAPANEWS」スペシャルBOX仕様
- 16Pフォトブック
- 20P歌詞ブックレット
- シリアルコード①

初回盤B（2CD+Blu-ray/2CD+DVD）
- 「JAPANEWS」スペシャルBOX仕様
- 16Pフォトブック
- 20P歌詞ブックレット
- シリアルコード②

通常盤（2CD）
- 32Pブックレット
- シリアルコード③（通常盤初回プレスのみ）

### 購入者キャンペーン
14thアルバム「JAPANEWS」の発売記念スペシャルイベント「NEWS大集会 in JAPANEWS」
- 開催場所
  - 2024年9月11日（水） 大阪城ホール 14:00開演予定
  - 2024年11月16日（土） ららアリーナ東京ベイ 13:00開演予定

本アルバム各仕様に封入されているシリアルコード①②③をそれぞれ1つずつ計3つで、1つの公演に1口応募可能。約18000人が当選予定。
イベントに落選した場合含め、応募者は後日ストリーミング配信を視聴可能。

## 収録曲
クレジット出典

### CD

#### Disc1【JAPANEWS盤】
1. こんにちは -Interlude- [0:46]
プロデュース：☆Taku Takahashi（m-flo）
2. JAPANEWS [2:29]
作詞：☆Taku Takahashi（m-flo）、her0ism、Tomato Shinohara / 作曲・編曲：☆Taku Takahashi（m-flo）、her0ism / ナレーション：野沢雅子
本作のリード曲[17]。MVは2021年にリリースされた「未来へ」の映像チームと再びタッグを組み、「日本の景色」をテーマに制作された[18]。映像監修にはメンバーの加藤も参加し、曲間のナレーションは、声優の野沢雅子が担当[18]。神社、祭り、桜、竹林、電車、食卓など日本の様々な景色が映し出される神秘的な空間でメンバーが歌唱している[18]。YouTubeで7月1日21時15分よりプレミア公開された[17]。
なお、8月1日からテレビ放送されているアルバム発売のCMにも「JAPANEWS」MVの映像や野沢のナレーションが使用されている[12]。
3. FIREWORKS [2:25]
作詞・作曲：Tomimi / 編曲：Tomimi、伊藤賢
4. 旅の手引き 第1章『日本の魅力』[1:16]
プロデュース：☆Taku Takahashi（m-flo） / ナレーション：野沢雅子
5. おもちですか！ [3:06]
作詞・作曲・編曲：ぜったくん
6. origami [3:43]
作詞：モリノミモザ / 作曲・編曲：ヒロイズム、佐々木“コジロー”貴之
7. Cherry Blossom Girl [2:39]
作詞・作曲・編曲：きみどり
8. 旅の手引き 第2章『日本の音楽』[0:52]
プロデュース：☆Taku Takahashi（m-flo） / ナレーション：野沢雅子
9. JANGARA [2:17]
作詞：篠原とまと、ヒロイズム / 作曲・編曲：ヒロイズム / ナレーション：野沢雅子
  - 東京ジョイポリス「NEWS STRIPE WORLD in JOYPOLIS」タイアップソング[19]
10. ギフテッド [2:57]
作詞・作曲：ヒロイズム / 編曲：ヒロイズム、石塚知生
  - 30thシングル
11. うらめしや [3:07]
作詞：篠原とまと / 作曲・編曲：作曲：伊藤賢、辻村有記
12. 旅の手引き 第3章『日本の人々』[1:24]
プロデュース☆Taku Takahashi（m-flo） / ナレーション：野沢雅子
13. 日出づる処 [3:16]
作詞・作曲・編曲：ヒロイズム
14. カランコロン - 小山慶一郎 ※通常盤のみ [2:55]
作詞：AKIRA / 作曲：AKIRA、芳賀政哉 / 編曲：芳賀政哉
15. almond  - 加藤シゲアキ ※通常盤のみ [3:01]
作詞・作曲・編曲：加藤シゲアキ
16. kawaii - 増田貴久 ※通常盤のみ [2:50]
作詞：篠原とまと / 作曲・編曲：伊藤賢、辻村有記

#### Disc2【NEWS C/W BEST盤】
2024年に実施した「NEWSカップリング楽曲投票2024」から抜粋した楽曲を3人で歌い直し、再構築したベスト盤仕様。
1. フルスイング [4:29]
  - 14thシングル「チャンカパーナ」通常盤カップリング曲。
2. バタフライ [4:49]
  - 17thシングル「KAGUYA」全形態共通カップリング曲。
3. Snow Dance [3:43]
  - 21stシングル「EMMA」全形態共通カップリング曲。
4. 夜よ踊れ [3:43]
  - 23rdシングル「BLUE」通常盤カップリング曲。
5. Sweet Martini [4:22]
  - 18thシングル「チュムチュム」通常盤カップリング曲。
6. BEACH ANGEL [4:29]
  - 2ndシングル「紅く燃ゆる太陽」通常盤カップリング曲。
7. SHOCK ME [4:07]
  - 3rdシングル「チェリッシュ」初回生産限定盤カップリング曲。
8. DREAMS [4:28]
  - 2ndシングル初回生産限定盤カップリング曲。
9. Distance [3:52]
  - 20thシングル「恋を知らない君へ」通常盤カップリング曲。
10. madoromi [3:56]
  - 22ndシングル「LPS」通常盤カップリング曲。
11. 36℃ [3:54]
  - 15thシングル「WORLD QUEST/ポコポンペコーリャ」初回盤Bカップリング曲。
12. バンビーナ [4:23]
  - 8thシングル「太陽のナミダ」初回生産限定盤カップリング曲。
13. (0,0,0) [3:09]
  - 29thシングル「LOSER/三銃士」初回"LOSER"盤カップリング曲。
14. ROOOTS [2:33]
  - 30thシングル「ギフテッド」全形態共通カップリング曲。
15. Strawberry [3:07]
  - 24thシングル『「生きろ」』「生きろ」15th Anniversary BOXカップリング曲。

### Blu-ray/DVD

#### 初回盤A
約12分収録。
- 「JAPANEWS」Music Video & Making
- ARTWORK PHOTO behind the scenes

#### 初回盤B
約49分収録。2024年5月11日に出演した野外ロックフェスティバルの様子を収録。
- METROCK2024 OSAKA
  - Documentary
  - U R not alone
  - weeeek
  - 未来へ
  - MC
  - ROOOTS
  - 紅く燃ゆる太陽
  - チャンカパーナ
  - さくらガール
  - 「生きろ」
  - MC
  - 劇伴
  - Documentary

## チャート成績
初週10.8万枚を売り上げ、2024年8月19日付「オリコン週間アルバムランキング」で初登場1位となり、16作連続・通算16作目の1位を獲得。「アルバム連続1位獲得作品数」で歴代単独3位となり、「1stアルバムからの連続1位獲得作品数」の歴代1位記録も自己更新した。